# Mustur, Gangawati
Mustur là một làng thuộc tehsil Gangawati, huyện Koppal, bang Karnataka, Ấn Độ.